# Tom Forsyth
Thomas Forsyth, detto Tom (Glasgow, 23 gennaio 1949 – 14 agosto 2020), è stato un calciatore scozzese, di ruolo difensore.

## Carriera

### Club
Forsyth iniziò a giocare nella massima serie scozzese nel 1967 come centrocampista con la maglia del Motherwell, collezionando 150 presenze e 17 reti in campionato, fino al 1972.
Quell'anno passò ai Rangers Glasgow, dove divenne, nel nuovo ruolo difensore centrale, uno dei pilastri della squadra, noto per la sua grinta e la durezza nei tackles.
Con la nuova maglia segnò 4 reti tra campionato e coppe, tra cui uno nella finale della Coppa di Scozia 1973 davanti a 122.714 spettatori, decisivo per il 3-2 sul Celtic, nell'anno del centenario della sua squadra.
Lasciò il calcio nel 1982, dopo dieci stagioni a Glasgow ricche di vittorie, come testimoniato dai 9 trofei vinti.

### Nazionale
Con la Scozia ha disputato 22 partite, di cui una da capitano (contro la Svizzera nel 1976).
Prese parte ai Mondiali del 1978, in cui giocò tutte e tre le partite della sua nazionale (due da titolare e una da subentrato), la quale, nonostante la vittoria con i Paesi Bassi (3-2), fu eliminata per la differenza reti in favore proprio della selezione olandese (poi finalista).

## Allenatore
Al termine della carriera, ha rivestito il ruolo di allenatore del Dunfermline nel 1982-1983. Per tre volte invece è stato vice-allenatore dell'ex compagno di squadra Tommy McLean: con il Greenock Morton nel 1983, col Motherwell nel 1984 e con gli Hearts nel 1994.

## Palmarès
- Campionato scozzese: 3

Rangers: 1974-1975, 1975-1976, 1977-1978
- Coppa di Scozia: 4

Rangers: 1972-1973, 1975-1976, 1977-1978, 1980-1981
- Coppa di Lega scozzese: 2

Rangers: 1975-1976, 1977-1978